# Leptoiulus hospitelli
Leptoiulus hospitelli är en mångfotingart som först beskrevs av Henri W. Brölemann 1901.  Leptoiulus hospitelli ingår i släktet Leptoiulus och familjen kejsardubbelfotingar. Inga underarter finns listade i Catalogue of Life.